# Pristimantis factiosus
Pristimantis factiosus es una especie de anfibio anuro de la familia Craugastoridae.

## Distribución
Esta especie es endémica de la ladera oriental de la Cordillera Central en Colombia. Habita en Samaná en el departamento de Caldas y Anorí en el departamento de Antioquia entre los 1800 y 2200 m de altitud.

## Descripción
Los machos miden de 17.9 a 21.8 mm y las hembras de 28.5 a 33.0 mm.

## Publicación original
- Lynch & Rueda-Almonacid, 1998 : Additional new species of frogs (genus Eleutherodactylus) from cloud forests of eastern Departamento de Caldas, Colombia. Revista de la Academia Colombiana de Ciencias Exactas Físicas y Naturales, vol. 22, n.º 83, p. 287-298[5]